# 한국천연염색박물관
한국천연염색박물관은 전라남도 나주시에 있는 박물관이다.

## 연혁
- 2006년 9월 15일 개관

## 관람 안내
- 관람료: 무료
- 관람 시간: 오전 9시 ~ 오후 6시
- 1월 1일, 설,추석 당일 휴무